# 木村現
木村 現（きむら あらわ、1931年7月8日 - 2007年2月21日）は、広島県広島市出身のサッカー選手、サッカー指導者。名前の読みを「げん」とする資料もある。

## 来歴
長沼健、樽谷恵三は広島大学附属小学校からの幼馴染み。1945年被爆。広島高等師範学校附属中学（現広島大学附属高校）では、長沼・樽谷との超強力スリートップの高速右ウイングとして全国中等学校選手権（現・全国高等学校サッカー選手権大会）の戦後初優勝に貢献。3人のスピードは、当時の中学生レベルでは止められなかったと言われ、4試合で計21得点をたたき出した。決勝戦7-1のスコアは、戦後最多得点、及び大会最多得点差記録として現在も残っている。翌年国体も制覇。
この三人を含む広島高師附属中のメンバー8人が卒業後関西学院大学入りし、このメンバーと鴇田正憲らOBを加え全関学として1950年、全日本選手権大会（天皇杯の前身）で慶應義塾大学を6-1で降して優勝、木村は関学卒業後も薮織物などに所属しながら、全関学のメンバーとして1953年、1955年の天皇杯を制覇するなど関学黄金時代の礎を築いた。また大阪の勤務先の上司の息子が大阪府立岸和田高校にいた縁で同校を指導、1953年全国高校サッカー選手権優勝に導き、無名校を一躍強豪に仕立てた。史上初の両校優勝の相手は母校・東千田で、当時東洋工業にいた樽谷恵三がコーチを務めていた。敵味方で優勝を分け合った格好になった。その後東京に転勤し1957年には小野卓爾が監督を務めた中大クラブのメンバーに加わり鎌田光夫、千田進（のち日本鋼管監督）らと中大クラブ初優勝に貢献した。この時の決勝の相手は東洋工業で、場所は広島国泰寺高校のグラウンドだった。
当時、「日本最高のウイング」と称され、代表では1953年全日本に選ばれ翌1954年、日本が初めて参加した1954 FIFAワールドカップ・予選）の初戦・ 韓国戦にも先発出場。国際Aマッチ出場は4試合だが、国際Cマッチを含めると12試合出場、7ゴールがあり、駿足と強烈なシュートを武器とし「アジアの黒豹」との異名をとった。
1974年の第29回国民体育大会で、神奈川県リーグ時代の日産自動車を中心に、東邦チタニウムと神戸製鋼の選手で編成した一般の部・神奈川県選抜の監督を務め準優勝。現場の担当は加茂周が行ったという。決勝の相手は古河、三菱、日立の二軍選手で編成した東京都選抜で監督は宮本征勝だった。
「センタリングの神様」と謳われた鴇田を敬愛し、鴇田の2004年の葬儀に「永遠の目標だった鴇田さんの右足の骨をもらって帰りたい」と遺族に申し出た逸話が残っている。
2007年2月21日、神奈川県海老名市で死去した。

## 所属クラブ
- 関西学院大学
- 薮織物
- 関学クラブ/全関学
- 中大クラブ

## 代表歴

### 出場大会
- 1954 FIFAワールドカップ・予選
- 1954年アジア競技大会

### 試合数
- 国際Aマッチ 6試合 1得点(1954-1955)[4]

| 日本代表 | 国際Aマッチ | 国際Aマッチ | その他 | その他 | 期間通算 | 期間通算 |
| 年       | 出場        | 得点        | 出場   | 得点   | 出場     | 得点     |
| -------- | ----------- | ----------- | ------ | ------ | -------- | -------- |
| 1953     | 0           | 0           | 2      | 1      | 2        | 1        |
| 1954     | 2           | 0           | 0      | 0      | 2        | 0        |
| 1955     | 4           | 1           | 3      | 5      | 7        | 6        |
| 1956     | 0           | 0           | 1      | 0      | 1        | 0        |
| 通算     | 6           | 1           | 6      | 6      | 12       | 7        |

### 出場
| No. | 開催日         | 開催都市   | スタジアム         | 対戦相手 | 結果 | 監督     | 大会               |
| --- | -------------- | ---------- | ------------------ | -------- | ---- | -------- | ------------------ |
| 1.  | 1954年03月07日 | 東京都     | 明治神宮外苑競技場 | 韓国     | ●1-5 | 竹腰重丸 | ワールドカップ予選 |
| 2.  | 1954年05月03日 | マニラ     |                    | インド   | ●2-3 | 竹腰重丸 | アジア大会         |
| 3.  | 1955年01月02日 | ラングーン |                    | ビルマ   | △1-1 | 竹腰重丸 | 国際親善試合       |
| 4.  | 1955年01月08日 | ラングーン |                    | ビルマ   | △1-1 | 竹腰重丸 | 国際親善試合       |
| 5.  | 1955年01月11日 | ラングーン |                    | ビルマ   | ○1-0 | 竹腰重丸 | 国際親善試合       |
| 6.  | 1955年10月09日 | 東京都     | 後楽園競輪場       | ビルマ   | △0-0 | 竹腰重丸 | 国際親善試合       |

### 得点数
| No. | 開催日         | 開催地     | 会場 | 相手   | 結果 | 大会         |
| --- | -------------- | ---------- | ---- | ------ | ---- | ------------ |
| 1   | 1955年01月02日 | ラングーン |      | ビルマ | △1-1 | 国際親善試合 |